# Kirchstetten (Niederösterreich)
Kirchstetten ist eine Marktgemeinde im Bezirk St. Pölten in Niederösterreich mit 2292 Einwohnern (Stand 1. Jänner 2025).

## Geografie
Kirchstetten liegt im Mostviertel in Niederösterreich. Die Fläche der Gemeinde umfasst 17,76 Quadratkilometer, 22,28 % der Fläche sind bewaldet.
Kirchstetten liegt auf einer Höhe von 270 bis 444 m ü. A.
Mehrere Höhenzüge erheben sich in der Gemeinde, wie der Aschberg, der Hausberg, der Haspelwald, der Eichberg oder die Gugl.
Mehrere kleine Bäche durchfließen das Gemeindegebiet, wobei sich die zwei stärksten, der Wolfs- und der Sichelbach, in Sichelbach vereinigen und der Sichelbach in Böheimkirchen in den Michelbach mündet.
Vor allem der Sichelbach sorgt mit seinen Zuflüssen aus Aschberg-, Waasen- und Kreppenbach immer wieder für Hochwasser in Kirchstetten und Sichelbach.
Die A1 Westautobahn führt direkt durch Kirchstetten, und die (alte) Westbahn der ÖBB schlängelt sich zwischen Totzenbach und Kirchstetten durch.
Genauso gibt es viele Wander- und Radwege, die sich auch in bezirksübergreifende Wege einbinden.

### Gemeindegliederung
Das Gemeindegebiet umfasst folgende 13 Ortschaften (in Klammern Einwohnerzahl Stand 1. Jänner 2025):
- Aschberg (42) samt Im Hag
- Doppel (102) samt Kronhof
- Fuchsberg (42)
- Gstockert (33) samt Kreith
- Hinterholz (119)
- Kirchstetten (826) samt Neukirchstetten und Sommerhof
- Ober-Wolfsbach (114) samt Gaisfeld
- Paltram (258)
- Pettenau (21)
- Senning (11)
- Sichelbach (114)
- Totzenbach (487) samt Kleiner Bruckhof und Reithof
- Waasen (123)

Die Gemeinde besteht aus den Katastralgemeinden Doppel, Kirchstetten, Oberwolfsbach, Paltram, Senning, Sichelbach, Totzenbach und Waasen.
Kirchstetten ist Mitglied der Wienerwald Initiativ Region sowie der Leaderregion Elsbeere Wienerwald.

### Nachbargemeinden
|               | Perschling                                  |             |
| Böheimkirchen | Kompassrose, die auf Nachbargemeinden zeigt | Neulengbach |
|               | Kasten bei Böheimkirchen                    |             |

## Geschichte
Im Altertum war das Gebiet Teil der Provinz Noricum. Um 450 entstand der Hunnenhügel, ein Erdwall, auf dem sich wahrscheinlich eine Wehranlage befand. Neuere Funde belegen Besiedelungen und Handel in der Keltenzeit und der Zeit der Römer. 1130 wird „Chirichstetten“ als selbstständige Pfarre erstmals urkundlich erwähnt. 1374 kam es zur Abspaltung der Pfarre Totzenbach von Kirchstetten. 1512 wurde in Totzenbach die protestantische „Priesterbruderschaft Aller Heiligen ob dem Wienerwald“ gegründet. 1529 erfolgte Zerstörung des Schlosses Kirchstetten durch die Türken. 1622 kam Kirchstetten zur Pfarre Ollersbach. 1634 wurde Totzenbach wieder katholisch und die Pfarre von Kaiser Joseph II. wieder errichtet. 1848 wurde die Grundherrenschaft aufgehoben und die Bauern wurden Grundeigentümer.
1857 wurde der Bahnhof erbaut und 1862 das Postamt eingerichtet. 1876 errichtete man in Kirchstetten am ehemaligen Schloßberg ein Schulgebäude, das später zur Joseph Weinheber Volksschule wurde. 1898 wurde in Totzenbach ein Schulgebäude erbaut, die Kaiser Franz Joseph Jubiläums Volksschule. 1939 wurde mit dem Bau der Westautobahn begonnen.
Am Ende des Zweiten Weltkriegs war Kirchstetten für einige Zeit Frontgebiet, in dem Wehrmachtssoldaten gegen Sowjettruppen kämpften. Vor allem in Aschberg, im Kirchenwald, in Hinterholz beim Warthof zur Wolfsähn wurde schwer und unter großen Opfern gekämpft. Noch heute sind Spuren davon zu finden. Es wurde auch immer wieder die Westbahn bombardiert, vor allem beim Bombardement von St. Pölten gingen Bomben auf Kirchstetten nieder. Auch die Kirche musste einen Treffer einstecken, wobei die Bombe aber nicht explodierte.
1988 überfiel Johann Kastenberger, alias Pumpgun Ronnie, die damalige Volksbankfiliale.
Im selben Jahr, nach seiner spektakulären Flucht, versteckte er sich in Kirchstetten, stahl in Waasen dem damaligen Vizebürgermeister das Auto.
In diesem Auto wurde er auch, nachdem Durchbrechen einer Straßensperre auf der A1, angeschossen und er richtete sich danach, ebenso im PKW, selbst.
Zu dieser Zeit war Kirchstetten von Spezialeinheiten von Gendarmerie und Polizei besetzt und in der Bevölkerung herrschte starke Verunsicherung.
Um 1850 entstanden die Gemeinden Kirchstetten und Totzenbach, die 1971 zur Gemeinde Kirchstetten vereinigt wurden. 1999 erhielt Kirchstetten das Marktrecht zurück, das es schon seit dem 14. Jahrhundert bis zum ersten Türkenkrieg gehabt hatte.

### Einwohnerentwicklung
| Kirchstetten: Einwohnerzahlen von 1869 bis 2025     | Kirchstetten: Einwohnerzahlen von 1869 bis 2025 | Kirchstetten: Einwohnerzahlen von 1869 bis 2025 | Kirchstetten: Einwohnerzahlen von 1869 bis 2025 | Kirchstetten: Einwohnerzahlen von 1869 bis 2025 |
| --------------------------------------------------- | ----------------------------------------------- | ----------------------------------------------- | ----------------------------------------------- | ----------------------------------------------- |
| Jahr                                                |                                                 |                                                 |                                                 | Einwohner                                       |
| 1869                                                | 1869                                            |                                                 | 1.312                                           | 1.312                                           |
| 1880                                                | 1880                                            |                                                 | 1.395                                           | 1.395                                           |
| 1890                                                | 1890                                            |                                                 | 1.354                                           | 1.354                                           |
| 1900                                                | 1900                                            |                                                 | 1.408                                           | 1.408                                           |
| 1910                                                | 1910                                            |                                                 | 1.432                                           | 1.432                                           |
| 1923                                                | 1923                                            |                                                 | 1.488                                           | 1.488                                           |
| 1934                                                | 1934                                            |                                                 | 1.473                                           | 1.473                                           |
| 1939                                                | 1939                                            |                                                 | 1.449                                           | 1.449                                           |
| 1951                                                | 1951                                            |                                                 | 1.448                                           | 1.448                                           |
| 1961                                                | 1961                                            |                                                 | 1.308                                           | 1.308                                           |
| 1971                                                | 1971                                            |                                                 | 1.358                                           | 1.358                                           |
| 1981                                                | 1981                                            |                                                 | 1.451                                           | 1.451                                           |
| 1991                                                | 1991                                            |                                                 | 1.617                                           | 1.617                                           |
| 2001                                                | 2001                                            |                                                 | 1.814                                           | 1.814                                           |
| 2011                                                | 2011                                            |                                                 | 2.040                                           | 2.040                                           |
| 2021                                                | 2021                                            |                                                 | 2.247                                           | 2.247                                           |
| 2025                                                | 2025                                            |                                                 | 2.292                                           | 2.292                                           |
| Quelle(n): Statistik Austria, Gebietsstand 1.1.2021 |                                                 |                                                 |                                                 |                                                 |

## Kultur und Sehenswürdigkeiten
- Schloss Totzenbach

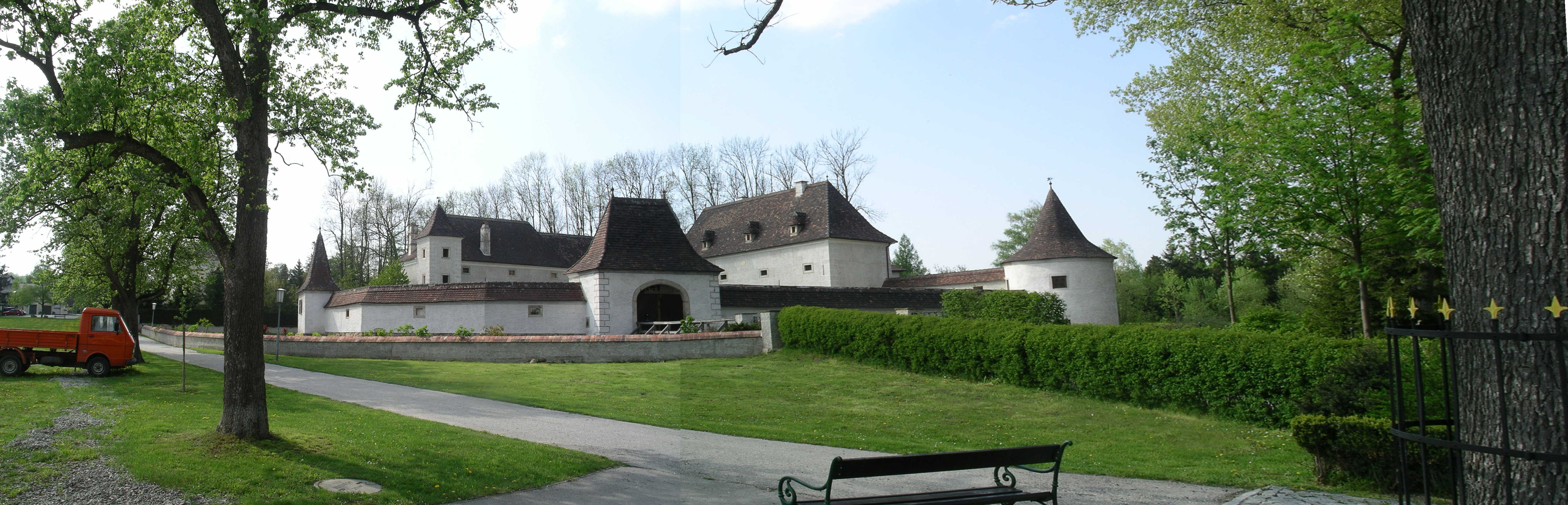
Schloss Totzenbach

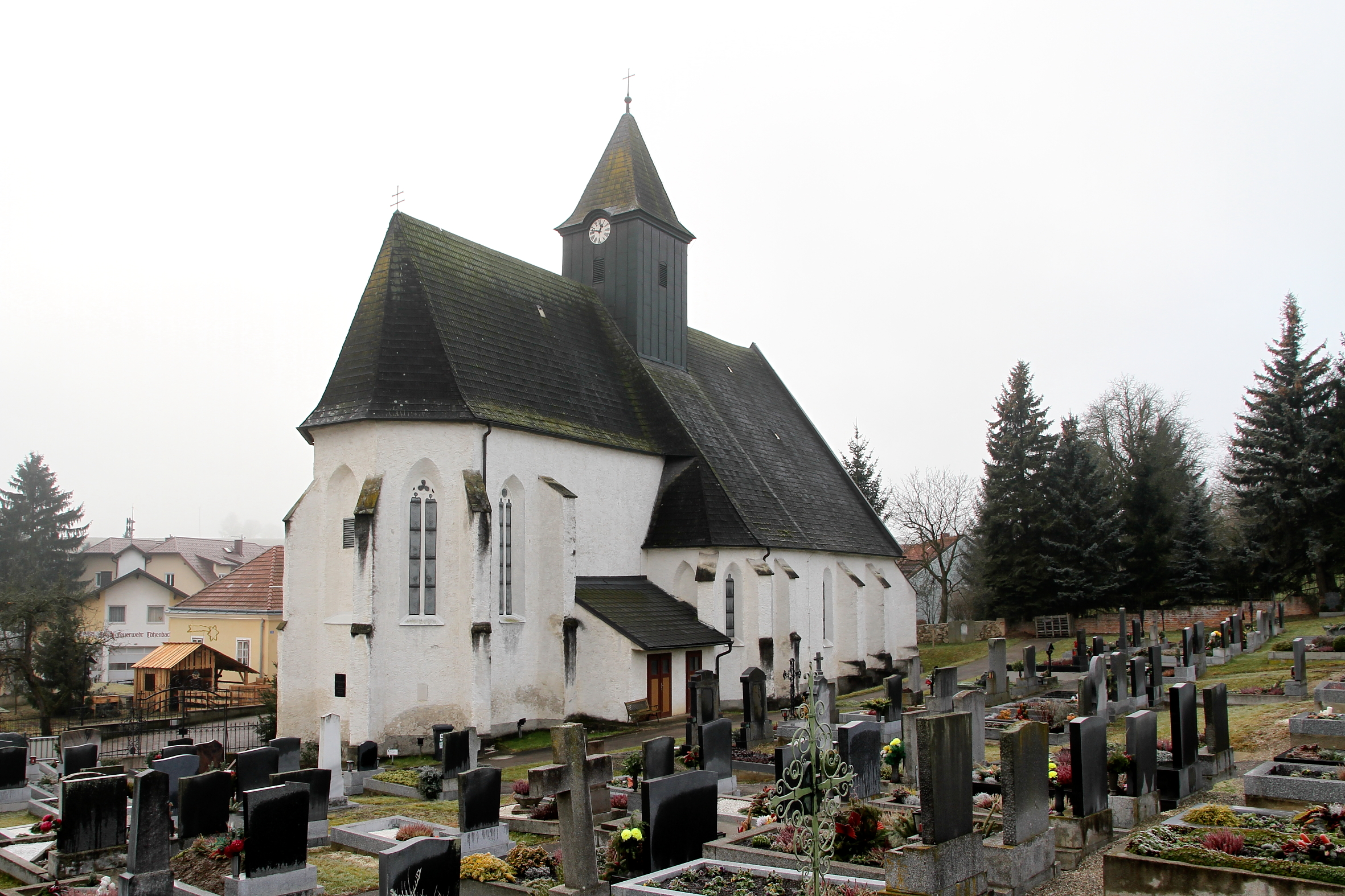
Pfarrkirche Totzenbach

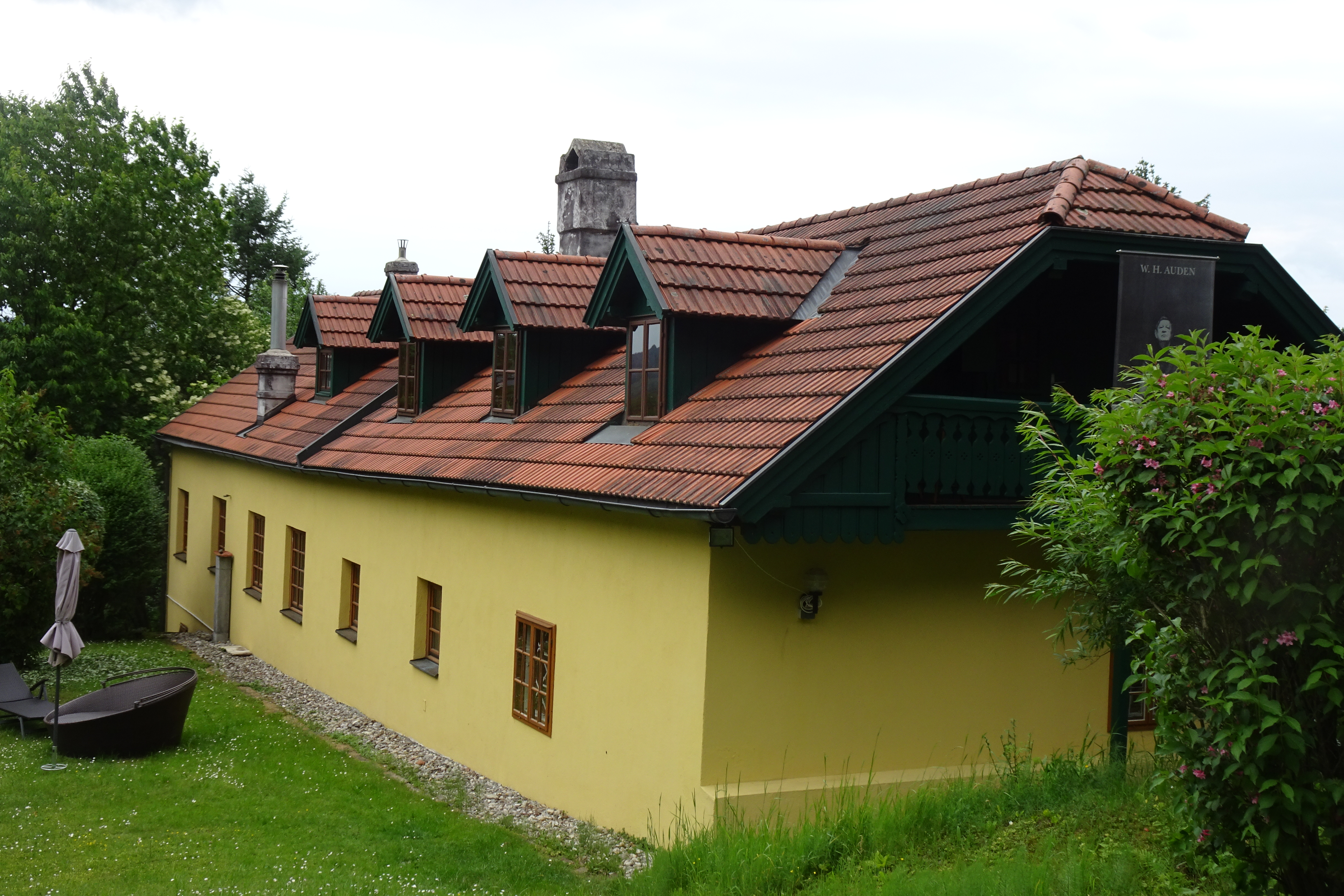
Das Auden-Haus

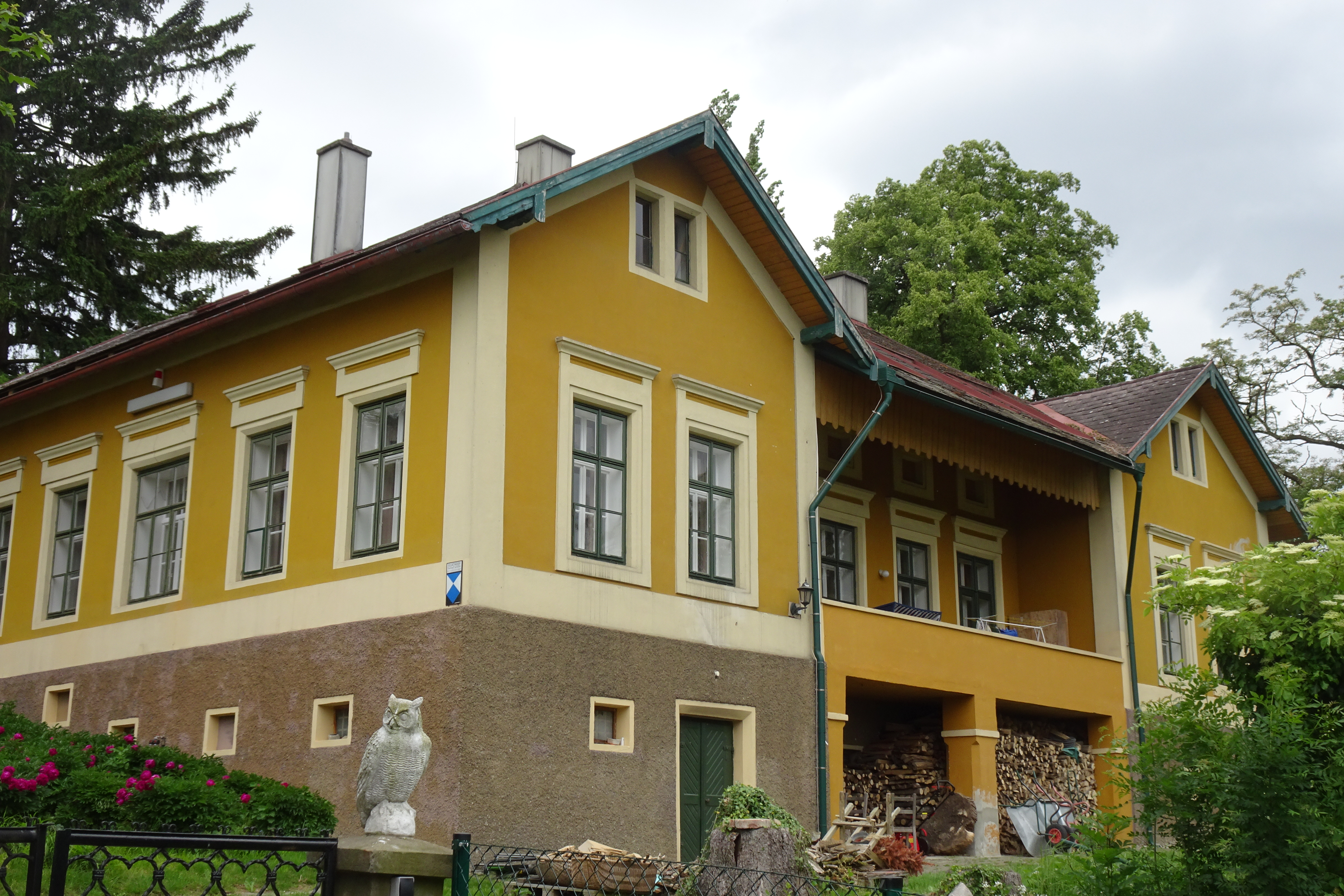
Das Weinheber-Haus

- Katholische Pfarrkirche Totzenbach Allerheiligen
- Katholische Filialkirche Kirchstetten hl. Veit
- Pflegeheim Clementinum Kirchstetten, die Kapelle steht unter Denkmalschutz
- Audenhaus: Das Audenhaus auf Hinterholz 6 hat einen Dokumentationsraum und zeigt das originale Arbeitszimmer des amerikanischen Lyrikers britischer Herkunft W. H. Auden.[4]
- Weinheber-Museum in der Josef-Weinheber-Straße mit Grabstätte
- Die Alte Dorfschmiede in Totzenbach
- Die Rosalienquelle (mit der Sage vom Steinernen Brot)
- Der Dorfplatz in Kirchstetten (mit dem Rosalienquellen-Brunnen)

### Kirchstetten in Film und Fernsehen
- Der Orgelbauer von St. Marien mit Paul Hörbiger und Sieghardt Rupp, wurde unter anderem in Kirchstetten, mit großer Beteiligung der Ortsbevölkerung, gedreht.
- Eine Folge des Tatorts spielte in Kirchstetten und im Schloss Totzenbach.
- Eine Dokumentation über Hans Peter Heinzl zeigte sein Leben in Kirchstetten.
- Hermann Maier drehte für seinen Hauptsponsor, gemeinsam mit der Feuerwehr, Trachtenmusik und der Ortsbevölkerung Werbespots, in der ihn unter anderem mehrere tausend Luftballons in Richtung Himmel hoben.
- Eine zweite Werbung für die größte heimische Bank wurde in Kirchstetten gedreht.
- Hinterholz 8 aus der Feder von Roland Düringer: Charaktere, Handlung sowie Personen und Namen sind sehr eng mit Kirchstetten verbunden, jedoch wurde nicht in Kirchstetten gedreht.
- Der Überfall zeigt in einigen Szenen Kirchstetten.

### Feste und Veranstaltungen
- KulturKreisKirchstetten
- Kulturherbst Kirchstetten
- Sommerfestspiele
- Kulturstammtisch
- Literaturseminar
- Theaterspiele
- Maibaumaufstellen in Kirchstetten
- Schmiedenfest in Totzenbach
- Sonnwendfeuer in Kirchstetten
- Sonnwendfeuer in Doppel
- Feuerwehrfest in Kirchstetten
- Feuerwehrfest in Totzenbach
- Musikfest der Trachtenmusik
- Erntedankfest des Bauernbundes
- Faschingsumzug
- Spielefest der Kinderfreunde
- Dorffest des Bauernbundes
- Mostkirtag
- Wandertag zum Nationalfeiertag
- Neujahrswandertag
- Diverse Kleinveranstaltungen der Vereine und Feuerwehren.

### Vereine und Organisationen
- FF Kirchstetten, gegründet 1879, 87 Mitglieder, Einsatzgebiet: Gemeindegebiet, ÖBB Westbahn, A1 Westautobahn auf einer Strecke von Altlengbach bis Böheimkirchen und bei Bedarf Hilfestellung für die Nachbarwehren.
- FF Totzenbach
- Dorferneuerung Kirchstetten
- Kultur und Sportvereinigung Kirchstetten
- Kinderfreunde Kirchstetten
- kkk KulturKreisKirchstetten
- Verein der Freunde Totzenbachs
- Tennisclub
- Zeitbank 55+
- Ortsverschönerung Kirchstetten
- Dorfgemeinschaft Sichelbach
- Trachtenmusikkapelle Kirchstetten
- Bauernbund Kirchstetten
- HC Totzenbach
- Kirchstettner Pensionisten
- Bauernbund Totzenbach
- Kirchenchor
- Männerchor
- Modellclub Böheimkirchen-Kirchstetten
- Kulturstammtisch
- Move2Music
- Österreichischer Gebrauchshunde Sportverband
- Seniorenbund
- Sinn-Freunde
- Sparverein
- Weinhebergesellschaft
- Katholisches Bildungswerk Kirchstetten
- Musikschule Böheimkirchen-Kasten-Kirchstetten[5]

## Wirtschaft und Infrastruktur
Im Jahr 2001 gab es 62 nichtlandwirtschaftliche Arbeitsstätten sowie 52 land- und forstwirtschaftliche Betriebe nach der Erhebung 1999. Die Zahl der Erwerbstätigen am Wohnort betrug 827 nach der Volkszählung 2001. Die Erwerbsquote lag 2001 bei 46,96 Prozent.

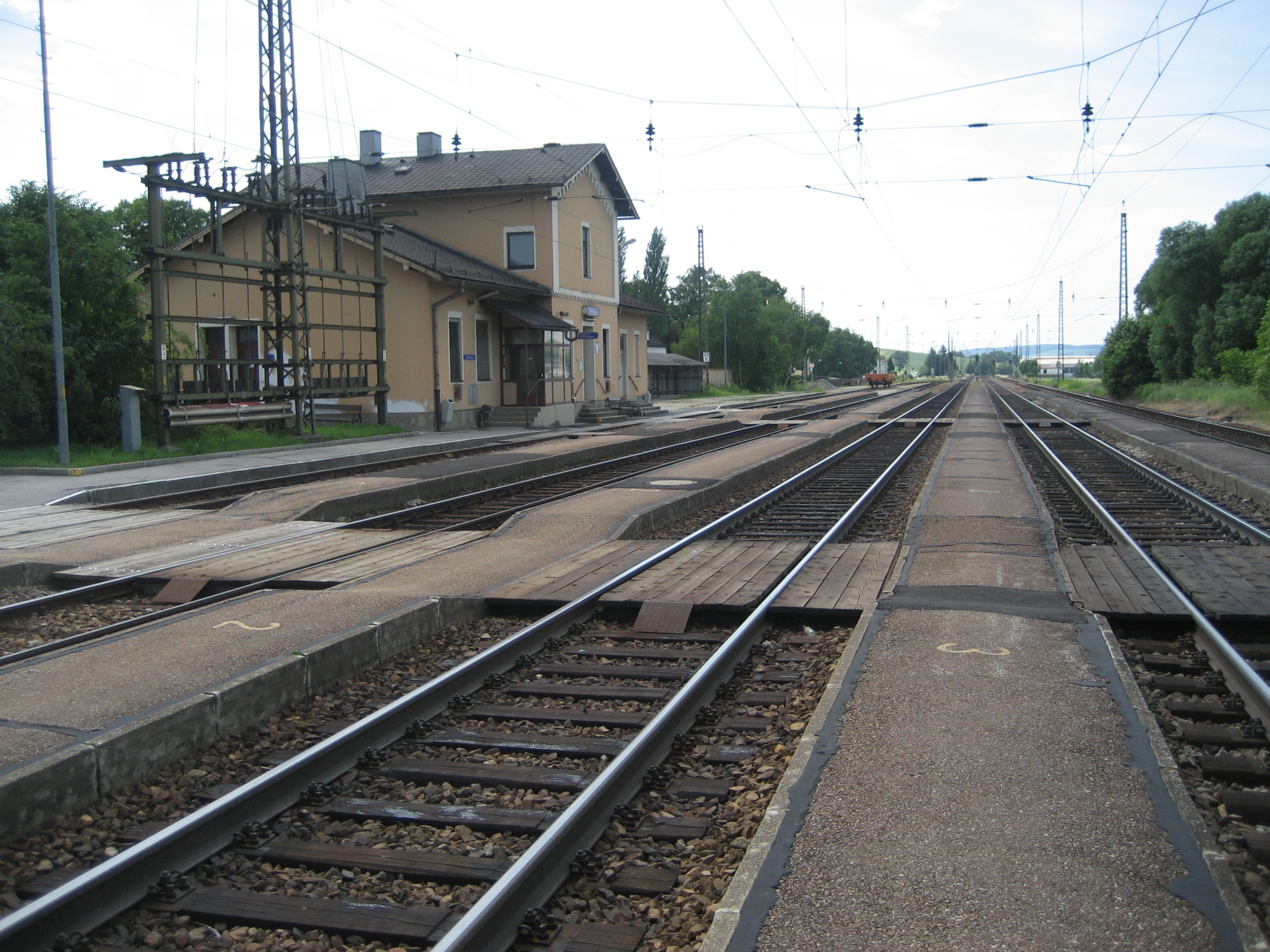
Bahnhof Kirchstetten

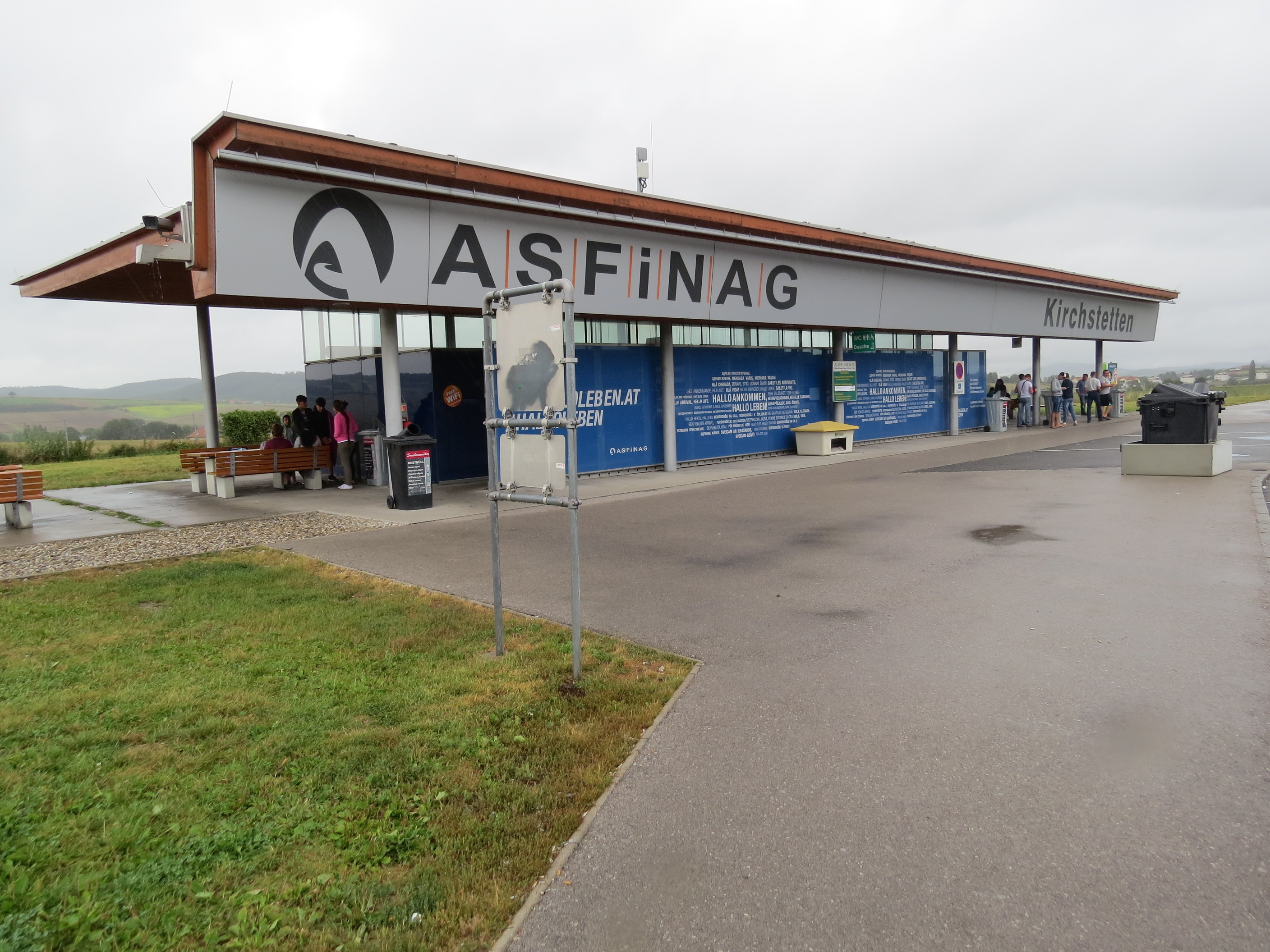
Rastplatz Kirchstetten auf der A1.

### Verkehr
- Eisenbahn: Vom Bahnhof Kirchstetten an der Westbahn gibt es halbstündliche Verbindungen nach Wien und St. Pölten (Stand 2021).[6]
- Straße: Durch das Gemeindegebiet verläuft die West Autobahn A1.

### Öffentliche Einrichtungen
In Kirchstetten befinden sich zwei Kindergärten.

## Politik

### Gemeinderat
Der Gemeinderat hat insgesamt 21 Sitze.
- Mit den Gemeinderatswahlen in Niederösterreich 2000 hatte der Gemeinderat mit 19 Sitzen  folgende Verteilung: 13 ÖVP, 4 SPÖ, und 2 FPÖ.[8]
- Mit den Gemeinderatswahlen in Niederösterreich 2005 hatte der Gemeinderat mit 19 Sitzen folgende Verteilung: 13 ÖVP, und 6 SPÖ.[9]
- Mit den Gemeinderatswahlen in Niederösterreich 2010 hatte der Gemeinderat mit 19 Sitzen folgende Verteilung: 12 ÖVP, 6 SPÖ, und 1 FPÖ.[10]
- Mit den Gemeinderatswahlen in Niederösterreich 2015 hatte der Gemeinderat mit 21 Sitzen folgende Verteilung: 12 ÖVP, 5 SPÖ, 2 FPÖ, und 2 GRÜNE.[11]
- Mit den Gemeinderatswahlen in Niederösterreich 2020 hat der Gemeinderat mit 21 Sitzen folgende Verteilung: 12 ÖVP, 6 SPÖ, 2 Grüne und 1 FPÖ.[12]
- Mit den Gemeinderatswahlen in Niederösterreich 2025 hat der Gemeinderat mit 21 Sitzen folgende Verteilung: 11 ÖVP und 10 SPÖ.[13]

### Bürgermeister
- 1995–2010 Johann Dill (ÖVP)
- 2010–2020 Paul Horsak (ÖVP)
- 2020–2025 Josef Friedl (ÖVP)
- seit 2025 Johannes Hölzl (ÖVP)[14]

### Wappen
Der Gemeinde wurde 1971 folgendes Wappen verliehen: Ein gespaltener Schild, vorne in einem achtmal von Rot auf Silber schräggeteilten Feld ein aus der Schildesmitte ragender halber goldener Adler, hinten im blauen Felde über einem grünen halben Dreiberg eine silberne rotbedachte Kirche mit ebensolchen Turm und Apsis.

## Persönlichkeiten

### Söhne und Töchter der Gemeinde
- Franz Ehrenreich von Trauttmannsdorff (1662–1719), Diplomat
- Heidemaria Onodi (* 1957 in Doppel), Landeshauptmann-Stellvertreterin in Niederösterreich von 2001 bis 2008

### Personen mit Bezug zur Gemeinde
- Wystan Hugh Auden (1907 in York (GB) – 1973 in Wien), englischer, seit 1946 amerikanischer Schriftsteller und Lyriker, ab 1957 bis zu seinem Tod verbrachte Auden den Sommer in Kirchstetten, wo er auch begraben ist.
- Lothar Bürger (1866–1943), Maler der hier lebte und wirkte. Nach ihm ist im Ort eine Straße benannt.[16]
- Roland Düringer (* 1963), österreichischer Kabarettist und Schauspieler, wohnte in Kirchstetten (in Hinterholz). Sein erstes Solo-Kabarettprogramm nannte er Hinterholzacht, 20 Jahre Abrechnung. Die Kinofassung Hinterholz 8 war 1998 der meistbesuchte einheimische Film in Österreich.
- Bertha Ehnn (1845–1932), Opernsängerin, hatte ein Anwesen in Aschberg, wo sie am 2. März 1932 verstarb.
- Hans Peter Heinzl (1942–1996), Schauspieler und Kabarettist, der viele Sommer auf einem Anwesen in Aschberg verbrachte. Für einen Film über Heinzl wurde auch in Kirchstetten an verschiedensten Orten gedreht.
- Johann Kastenberger (1958–1988), alias „Pumpgun Ronnie“, überfiel in Kirchstetten 1988 eine Bankfiliale. Im selben Jahr versteckte er sich auf seiner Flucht in Kirchstetten, stahl das Auto des Vizebürgermeisters, in dem er angeschossen wurde und sich danach das Leben nahm.
- Kurt Mündl (1959–2019), Biologe, Publizist, Kameramann und Autor
- Rudolf Supperer (1918–2006), war ein Veterinär und Rektor der Tierärztlichen Hochschule Wien (heute Veterinärmedizinische Universität Wien).
- Josef Weinheber (1892–1945), österreichischer Dichter und Lyriker, erwarb 1936 in Kirchstetten ein Haus, in dem sich heute das Weinhebermuseum befindet. Im Garten des Hauses befindet sich seine Grabstätte.